# Menschlicher Computer

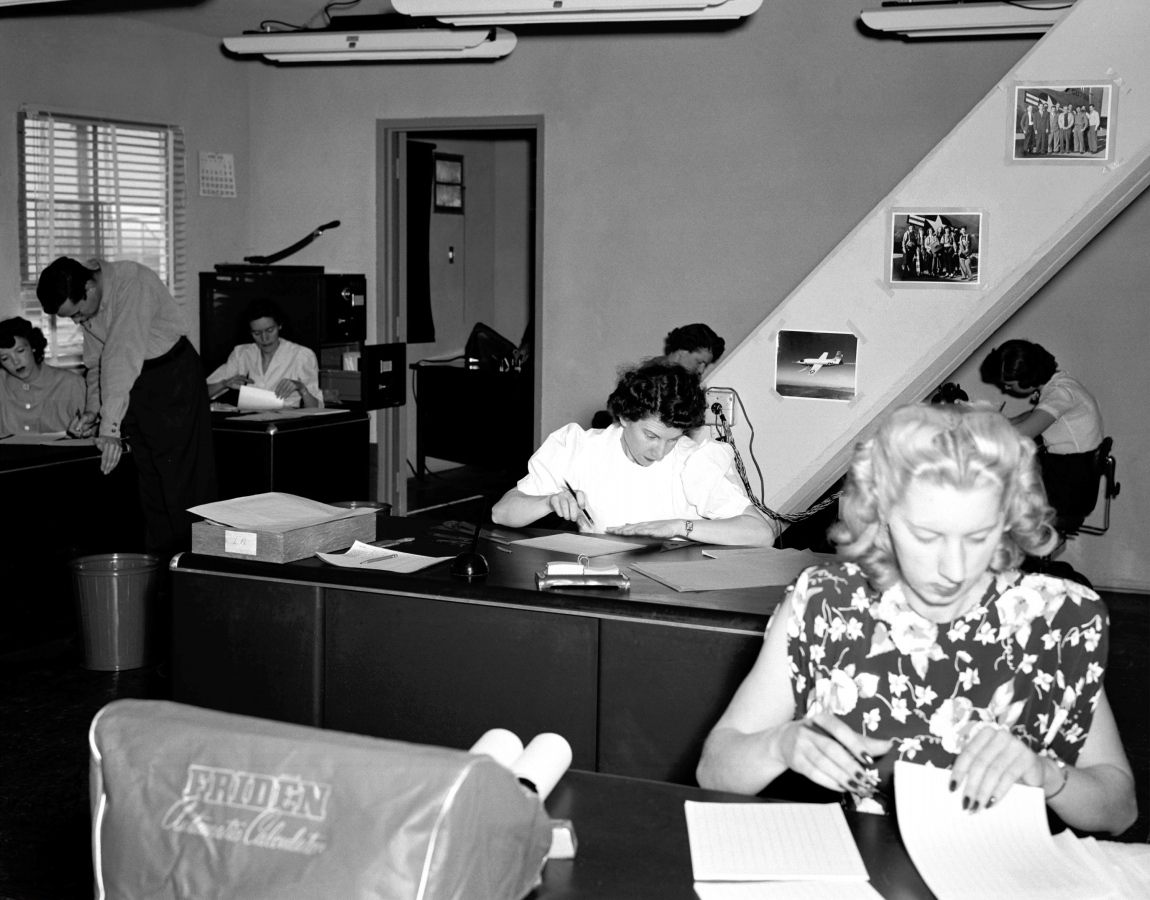
„Computer Room“ der NACA (1949)

Als menschlichen Computer bezeichnet man eine Person, die mathematische Berechnungen anstellte, bevor programmierbare Rechenmaschinen, also die Computer im heutigen Sinne, für wissenschaftliche und kommerzielle Zwecke verfügbar wurden.
Der Begriff Computer ist seit dem frühen 17. Jahrhundert im englischen Sprachraum in Gebrauch. Erste schriftliche Erwähnungen datieren laut dem Oxford English Dictionary auf das Jahr 1613 und bezeichneten „eine Person, die rechnet“.
Analog zu den heutigen Computern folgten auch die menschlichen Computer exakt zuvor festgelegten Regeln, sie hatten keine Befugnis, davon abzuweichen. Die Arbeit wurde oft parallelisiert, d. h. zur Kontrolle führten zwei oder mehrere Computer dieselben Rechnungen durch. Bei Übereinstimmung flossen die Resultate in Gesamtergebnisse ein.

## Astronomie
Die Vorgehensweise wurde für astronomische und andere aufwändige Berechnungen gewählt. Eines der ersten Beispiele des organisierten Einsatzes menschlicher Computer geht auf den Franzosen Alexis Claude Clairaut (1713–1765) zurück, der als calculateur humain gemeinsam mit zwei Kollegen, Joseph Lalande und Nicole-Reine Lepaute, die Rückkehr des Halleyschen Kometen berechnete.
Für einige war die Arbeit als „Berechner“ ein Zwischenschritt auf dem Weg zu höheren Aufgaben. Frauen war diese Tätigkeit anfangs bis auf wenige Ausnahmen verwehrt. So arbeitete Mary Edwards von den 1780er Jahren bis 1815 als eine von 35 menschlichen Computern für den britischen Nautical Almanac, der auf See zu Navigationszwecken genutzt wurde.
Im späten neunzehnten Jahrhundert änderte sich das mit Edward Charles Pickering. Seine Arbeitsgruppe wurde damals „Harvard Computers“ genannt. Viele Astronominnen dieser Zeit arbeiteten als „Berechnerinnen“. Die bekannteste darunter war Henrietta Swan Leavitt, die von 1893 an mit Pickering zusammenarbeitete.
Florence Cushman (1860–1940) war eine weitere Frau, die seit 1888 an der Harvard University als menschlicher Computer arbeitete. Der Katalog von 16.300 Sternen, observiert mit dem 2-inch-Meridian-Photometer zählt zu ihren bekanntesten Arbeiten. Sie arbeitete auch mit Annie Jump Cannon zusammen.
Der indische Mathematiker Radhanath Sikdar war für die Große Trigonometrische Vermessung in Indien 1840 als menschlicher Computer angestellt. Er berechnete als erster die Höhe des höchsten Berges der Welt, der später Mount Everest genannt wurde.

## Methoden

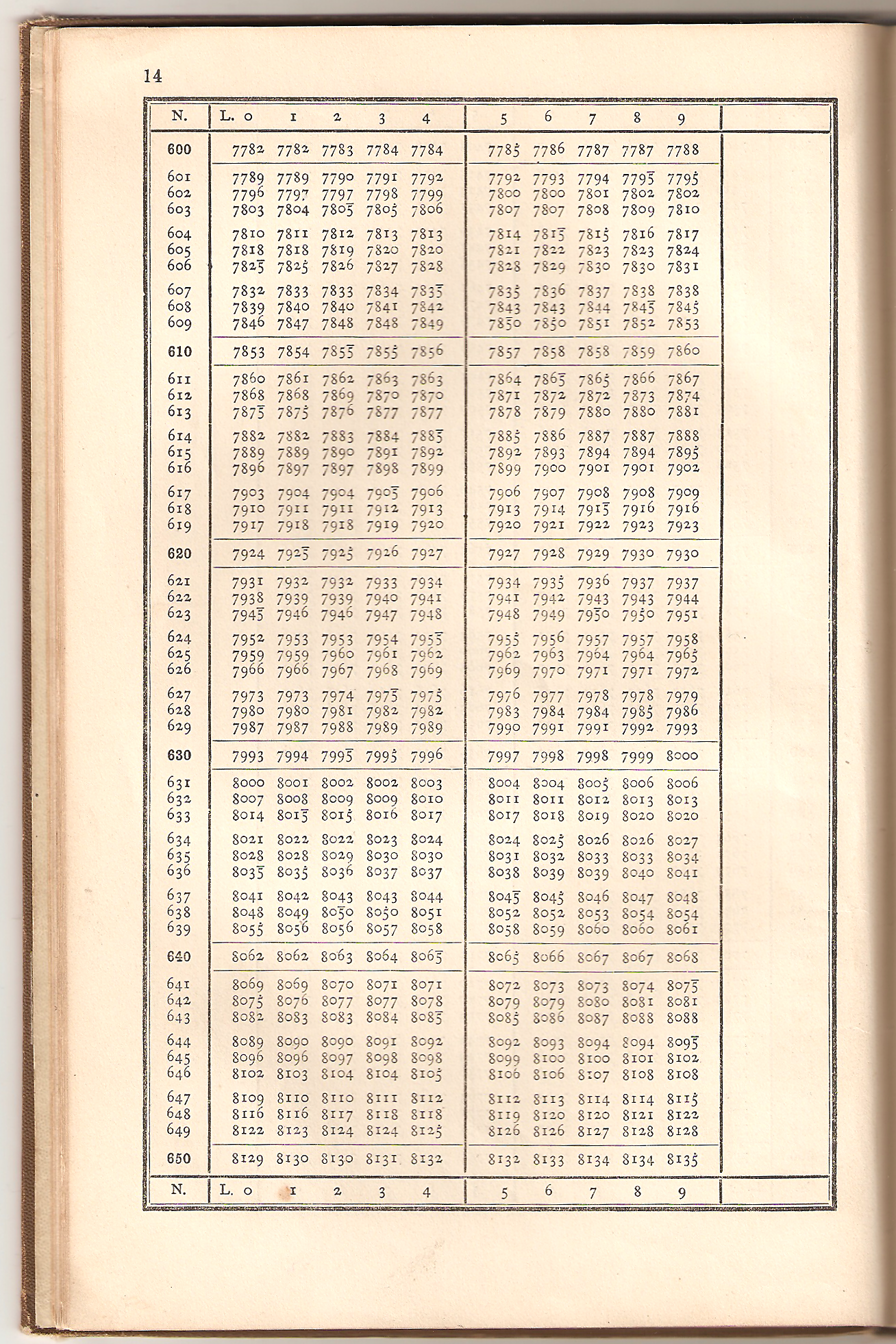
Logarithmen-Tabelle, 1912

Menschliche Computer wurden in Westeuropa im 18. und 19. Jahrhundert für die Erstellung mathematischer Tabellen eingesetzt, zum Beispiel für Trigonometrie und Logarithmen. Diese Tabellen waren allgemein unter dem Namen der federführenden Mathematiker der Arbeitsgruppen bekannt, wie zum Beispiel auch die Tabellen mit den nach Friedrich Wilhelm Bessel benannten Besselschen Elementen zur Vorausberechnung von Sonnenfinsternissen. Tatsächlich wurde der Löwenanteil der Berechnungen jedoch von einem Heer namenloser menschlicher Computer bewältigt.
Wenn die Genauigkeit der Berechnungen nicht die Verwendung zu vieler Nachkommastellen erforderlich macht, können auch die auf den Skalen von mechanischen Rechenschiebern dargestellten logarithmischen Tabellenwerte zur Berechnung von Produkten, Quotienten oder komplexeren Rechenoperationen benutzt werden.
Im Zuge des Fortschrittes wurden immer genauere Tabellen zur Navigation und in den Ingenieursdisziplinen benötigt. Zur Produktivitätssteigerung und Rekrutierung geeigneter Arbeitskräfte probierte man unterschiedliche Ansätze aus. Einer davon war die Methode der Heimarbeit, bei denen die menschlichen Computer ihre Berechnungen zu Hause erledigten. Häufig waren dies gut ausgebildete Frauen aus der Mittelschicht, für die es undenkbar war, in der Öffentlichkeit einem Beruf nachzugehen.
Zur Berechnung von Funktionsergebnissen werden gegebenenfalls Algorithmen angewandt, die den Rechenaufwand minimieren, wie sie zum Beispiel auch beim Kopfrechnen eingesetzt werden. Ferner können häufig erforderliche Rechenergebnisse auswendig gelernt werden, wie beispielsweise das Einmaleins. Um die Häufigkeit von Rechenfehlern zu reduzieren, können Plausibilitätstests und Überprüfungen wie die Neuner- und Elferprobe eingesetzt werden.

## Strömungsdynamik
Zur Einschätzung der Wirkungsweise des niederländischen Abschlussdeiches (niederländisch Afsluitdijk) in der Zuidersee wurden ebenfalls menschliche Computer eingesetzt. Die Computer-Simulation wurde von Hendrik Lorentz entwickelt.
Im Bereich der Meteorologie waren die wissenschaftlichen Arbeiten von Lewis Fry Richardson zukunftsweisend. 1922 schätzte er, dass 64.000 „Berechner“ das Wetter für den gesamten Globus vorhersagen könnten, indem sie die zugehörigen Differentialgleichungen numerisch lösen würden. Um 1910 hatte er bereits menschliche Computer eingesetzt, die die Druckverhältnisse in einem gemauerten Dammwerk berechneten.

## Zweiter Weltkrieg
Im Zweiten Weltkrieg spielten die menschlichen Computer in den USA eine wichtige Rolle. Im Manhattan Project arbeiteten sie an numerischen Lösungen komplizierter Gleichungen aus dem Bereich der Kernspaltung.

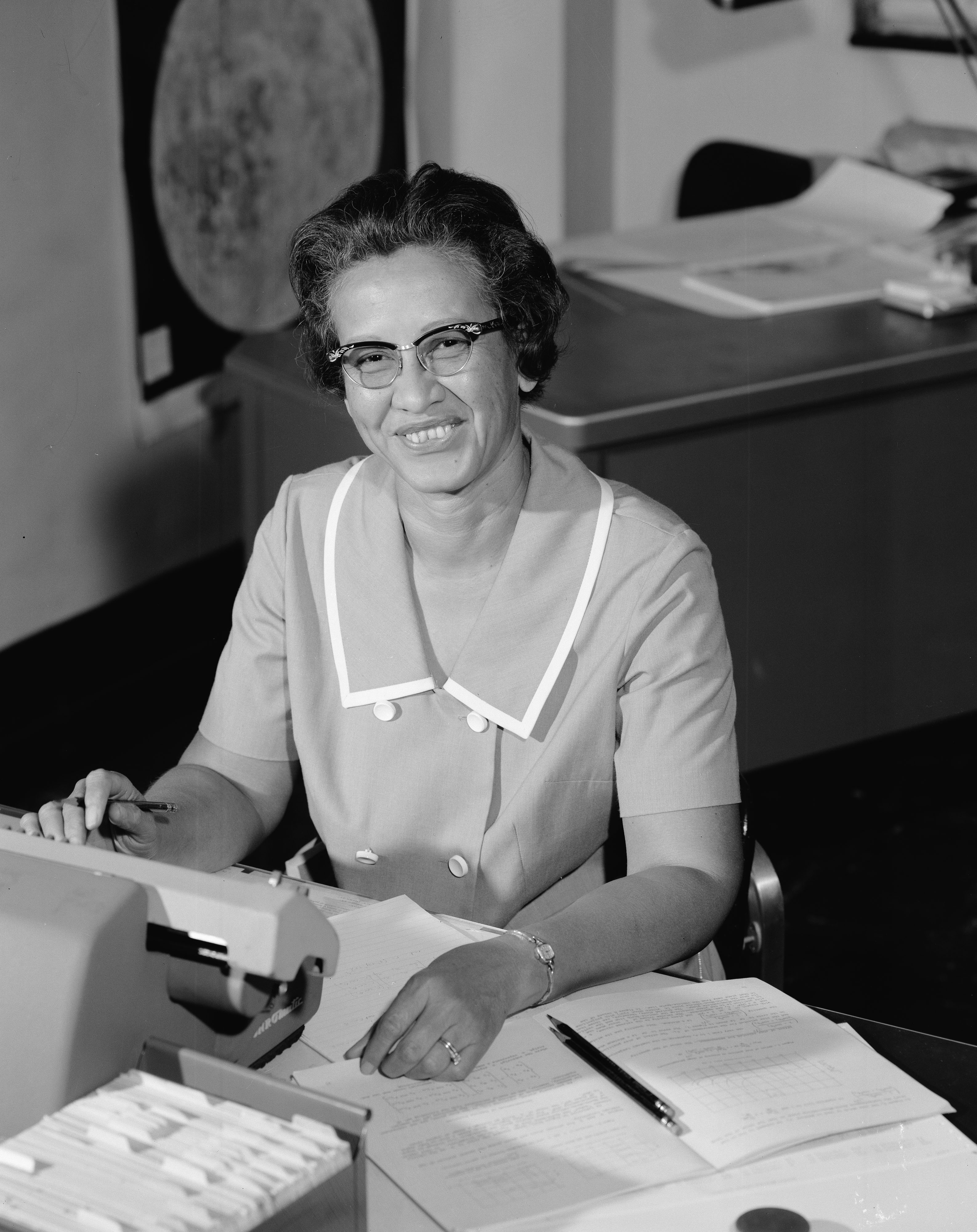
Katherine Johnson bei der NASA, 1966

## Rolle der Frauen in den USA
Als im Zweiten Weltkrieg in den USA viele Männer zu den Streitkräften eingezogen worden waren, wurden die verfügbaren männlichen Mathematiker knapp. Man griff – ähnlich wie zuvor in Europa bei den mathematischen Tabellen geschehen – auf talentierte Frauen zurück. Das Heer der US-amerikanischen „Berechner“ im Zweiten Weltkrieg bestand vornehmlich aus Frauen, von denen viele einen Abschluss in Mathematik hatten.
Die sechs Personen, die den ENIAC programmierten, den ersten programmierbaren Universalcomputer, stammten aus einer Abteilung menschlicher Computer und waren sämtlich weiblich: Kay McNulty, Betty Snyder, Marlyn Wescoff, Ruth Lichterman, Betty Jean Jennings und Fran Bilas.
Nach dem Zweiten Weltkrieg beschäftigte die NACA, eine Vorgänger-Organisation der NASA, die sich mit Grundlagenforschung in der Luft- und Raumfahrt beschäftigte, menschliche Computer im Bereich der Luftfahrt. Ihre Aufgaben bestanden unter anderem darin, Rohdaten, die von Oszillographen und anderen Quellen stammten, in standardisierte Einheiten umzuwandeln. Dabei wurden als Hilfsmittel elektrische Rechenmaschinen eingesetzt. Eine dieser Angestellten war die afroamerikanische Mathematikerin Dorothy Vaughan, die 1943 mit ihrer Arbeit im Langley Research Center begann.
Die NACA konnte Ende der 1950er-Jahre auf einen ganzen Stab schwarzer Mathematikerinnen zurückgreifen. Auf Grund der Rassentrennung wurden diesen Mitarbeiterinnen separierte Büros und Toilettenräume zugewiesen, die Frauen selbst wurden als „colored computers“ bezeichnet.
Dorothy Vaughan gehörte zu den ersten Schwarzen, die dort in einer wissenschaftlichen Funktion angestellt waren, in einer Gruppe, die als West Area Computing Unit bezeichnet wurde. Dort waren alle afroamerikanischen Mathematikerinnen zusammengefasst. Zu ihren Kolleginnen gehörte die Ingenieurin Mary Winston Jackson, die im Bereich der Aeronautik arbeitete, sowie Katherine Johnson. Letztere erhielt zahlreiche Preise und Ehrungen und wurde von Präsident Barack Obama im November 2015 mit der Presidential Medal of Freedom, einer der beiden höchsten zivilen Auszeichnungen der USA, geehrt.

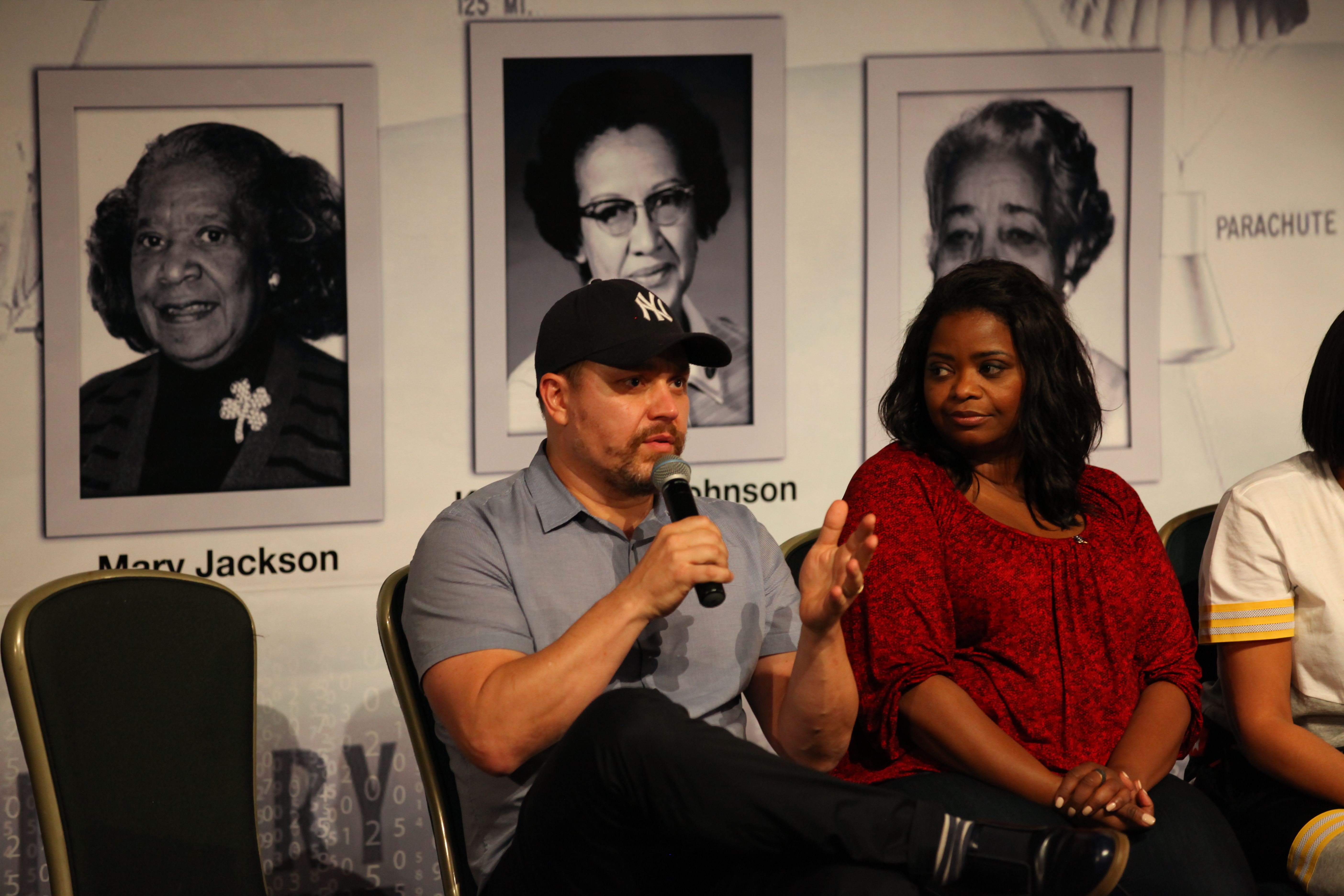
„Hidden Figures“-Darstellerin Octavia Spencer im Kennedy Space Center, vor den Porträts von Mary Jackson, Katherine Johnson und Dorothy Vaughan

Die Lebensgeschichten dieser drei Frauen dienten dem US-amerikanischen Film Hidden Figures als Vorlage.